# Good Time (Original Motion Picture Soundtrack)
Der Good Time Original Motion Picture Soundtrack enthält die Filmmusik zu Good Time, einem Kriminalfilm der Brüder Benny und Josh Safdie. Die Musik des Albums wurde von Oneohtrix Point Never komponiert; der Tonträger wurde am 11. August 2017 bei Warp veröffentlicht.

## Hintergrund
Die Filmmusik zu Good Time, einem Kriminalfilm der Brüder Benny und Josh Safdie, wurde von Oneohtrix Point Never komponiert.
Zur Zusammenarbeit mit Iggy Pop sagte Lopatin: „We share an affection and reverence for bruised and battered stuff. I hink we both feel this urge to enshrine the history as it is now, not as it was then. On our own terms.“

## Veröffentlichung
Der Soundtrack zum Film umfasst 13 Musikstücke und wurde am 11. August 2017 als Doppel-LP, CD und Download veröffentlicht.

## Titelliste
1. Good Time – 6:52
2. Bail Bonds – 2:24
3. 6th Floor – 1:16
4. Hospital Escape / Access-A-Ride – 4:11
5. Ray Wakes Up – 3:50
6. Entry To White Castle – 2:25
7. Flashback – 3:24
8. Adventurers – 0:59
9. Romance Apocalypse – 2:13
10. The Acid Hits – 3:44
11. Leaving the Park – 5:13
12. Connie – 5:03
13. The Pure and the Damned (feat. Iggy Pop) – 4:29

## Rezeption
Jens Balzer von Deutschlandfunk Kultur sagt, dem künstlerisch anspruchsvollen Elektrokünstler gelinge mit dem Soundtrack ein Stück wunderbar ambivalenter Auratik. Oneohtrix Point Never alias Daniel Lopatin schwelge hierbei in der eisig-melancholischen Kälte des epischen Synth-Pop-Sounds der 1980er Jahre, so Balzer. Reizvoll seien zudem die Irritationen, die von der Musik ausgingen, so bleibe in den überlappenden Tonspuren oft unklar, ob da nun eine Gitarre wie ein Synthesizer oder ein Synthesizer wie eine Gitarre klinge, was ein wesentlicher Aspekt der Kunst von Lopatin sei, so Balzer.
Arno Frank von Musikexpress meint, ein besserer Soundtrack, als der von Oneohtrix Point Never sei für eine Räuberpistole mit viel Härte und anrührenden Abgründen nicht denkbar gewesen, auch weil er sich in seiner Abstraktion von einem regulären Album kaum unterscheide: „Im Gegenteil beleben Dialoge aus dem Film die Musik, geben dem irrlichternden Gekreisel Halt und Richtung. Einsamer Höhepunkt allerdings ist abschließende Moritat The Pure And The Damned – eine vollendete Ballade, der Iggy Pop seine Stimme schenkt.“
Michael Sennhauser von Radio SRF 2 Kultur sagt, der elektronische Bombast-Sound von Daniel Lopatin alias Oneohtrix Point Never übernehme hin und wieder komplett den Film, wodurch er diesen fast zum Videoclip degradiere.
Im Rahmen der Filmfestspiele von Cannes wurde Lopatin im Februar 2017 für seine Arbeit als bester Filmkomponist ausgezeichnet. Im Oktober 2017 wurde er im Rahmen der Hollywood Music in Media Awards nominiert. Für Scott Feinberg von The Hollywood Reporter ist die Filmmusik einer der aussichtsreichsten Kandidaten in der entsprechenden Kategorie bei der Oscarverleihung 2018.
Am 18. Dezember 2017 gab die Academy of Motion Picture Arts and Sciences bekannt, dass sich Lopatins Arbeit auf einer Shortlist befindet, aus der die Nominierungen in der Kategorie Beste Filmmusik im Rahmen der Oscarverleihung 2018 erfolgen werden und sich der Song The Pure And The Damned in einer Vorauswahl von 70 Liedern befindet, aus der die Nominierungen in der Kategorie Bester Filmsong bestimmt werden.

## Charterfolge
Am 18. August 2017 stieg das Album auf Platz 19 in die Soundtrack-Album-Charts im Vereinigten Königreich ein.